# Грамота Александра Македонского славянам
«Грамота Александра Македонского славянам», также «Грамота Александра Македонского славянским князьям», «Александров дар», «Послание Александра Македонского к русским князьям», «Послание Александра царя Македонскаго» — фальсификация, популярная в средневековой славянской историографии легендарная грамота; согласно её тексту славяне существовали ещё во времена Александра Македонского, которому не удалось их покорить, и он вынужден был признать власть славян над значительной частью Европейского континента, выдав им грамоту («привилегию»).
Латинский архетип грамоты имелся в XV веке. Латинские списки известны с XV века в составе чешской хроники, чешские, польские и немецкие списки — с XVI века, итальянские — с начала XVII века. В первой половине XVII века текст грамоты был включён в «Сказание о Словене и Русе», новгородское по происхождению легендарно-историческое сочинение.

## История
Во второй половине XII века польский хронист Винцентий Кадлубек прославлял польских правителей, которые, по его словам, одерживали победы над Александром, Юлием Цезарем и скифами.
В чешской и позднее в польской историографии XV—XVII веков получили распространения представления об особом месте славян в античности, согласно которым Александру Македонскому не удалось покорить славян и он вынужден был признать их власть на севере Европейского континента от Ледовитого океана до Итальянских краёв, выдав им грамоту («привилегию»). С XV века был известен латинский архетип этой грамоты.
Варианты этого «документа» получили различную редакцию разных авторов. В грамоте польского книжника Оржеховского (1554) упоминаются три полководца Александра — Чех, Лех и Роксолан. Последний персонаж был воплощением России. Потомки Ноя из Великопольской хроники XIV века в этом тексте историзированы, изображены как полководцы, а неизвестный античным источникам Рус заменён Роксоланом — эпонимом сарматского союза племён роксолан.
Согласно латинскому варианту грамоты «привилегия» была дана «роду Славян (genti Slavorum) или Мосхов» — «славному русскому роду» (glorioso stemmati Ruthico), власть которого распространяется от Варяжского моря до Каспийского. Три вождя Мосхов имеют несоответствующие славянской антропонимии имена Великосан, Хасан и Хауассан. Вступительная ремарка к «привилегии» сообщает, что она «извлечена из рукописных анналов этих самых Мосхов». Мосхи с эпохи Страбона были известны в Армении. В Средневековье они ассоциировались с библейским потомком Иафета Мосохом и жителями Московского царства. По этой причине данные конструкции уже в XVII веке вызывали интерес русских книжников.
Переориентация дара Александра со славянского мира в целом на Московскую землю свидетельствует о русских истоках латинского текста. По предположению А. С. Мыльникова, этот текст на латыни составил Себастиан Главинич, который побывал в Русском государстве в составе австрийского посольства и подготовил «Донесение о Московии и московитах» (около 1665). В русской летописной традиции близкий текст сохранился в составе Мазуринского летописца последней четверти XVII века, определявшего пределы власти русских князей «от моря Варяжского даже до моря Хвалынского», что соответствует древнейшей географической номенклатуре «Повести временных лет», согласно которой Каспийское море называется Хвалынским. Киевский синопсис 1674 года использует «грамоту Александра» и называет Мосоха «прародителем славеноросским».

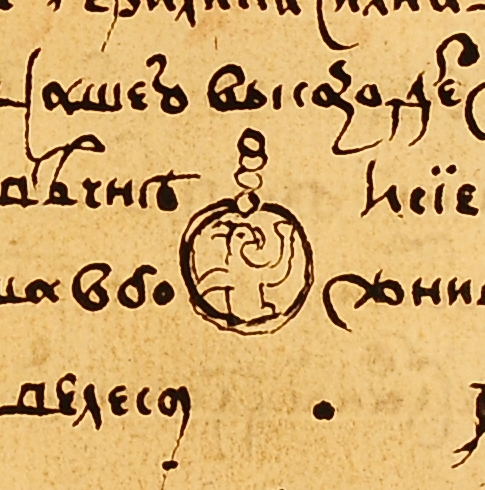
Рисунок «печати Александра Македонского»

Сравнительно ранним текстом, составленным не позднее начала 1640-х годов, который соединил идеи древности «славеноросского народа», мотив прародителей разных народов — потомков Ноя и «грамоту Александра», было «Сказание о Словене и Русе», новгородское по происхождению легендарно-историческое сочинение. Сказание наследует традицию «Повести временных лет», которая согласно византийской и античной традиции называет Северное Причерноморье, где расселяются славяне — потомки Иафета, Великой Скифией. Это именование дало возможность составителю Сказания объявить прародителей средневековых народов Восточной Европы — братьев Словена, Руса, Болгара (предка волжских болгар), Комана (предка куманов-половцев), Истера и хозар — принадлежащими к роду Скифа, правнука Иафета. Согласно Сказанию, по причине «далняго разстояния пуста и неудобо-проходных морских вод и превысоких гор» Александр Македонский не мог покорить славянских князей и послал им грамоту со «златокованным гербом», в которой подтвердил за ними и их потомками право владения землями «от моря Варяжскаго до моря Хвалимского». В старшем списке имеется рисунок «печати Александра Македонского», на котором изображена распластанная одноглавая птица. Князья повесили грамоту в святилище, справа от идола Велеса. «Грамота Александра», которая включена в Сказание, вероятно, восходит к польскому оригиналу, о чём свидетельствует форма «Марша» (Марса) и слово «лист» в значении «послание». Возможно, источником текста грамоты послужила польская Хроника Мартина Бельского, русский перевод которой известен с 1584 года. В сравнении с оригиналом грамоты Сказание меняет только адресатов и географию пожалований.
А. С. Мыльников отметил наличие следов знакомства с «грамотой Александра», составляющей часть «Сказания о Словене и Русе», в стихотворном панегирике профессора Торуньской гимназии Конрада Тамнитиуса, который посвящён матери польского короля Яна Казимира (1640). В середине XVII века Сказание было включено в Патриарший летописный свод 1652 года и, таким образом, признано содержащим официальную версию начальной русской истории. Сказание было широко известно в Русском государстве в XVII—XVIII веках. Свидетельством его популярности во второй половине XVII века являются его критика хорватским учёным XVII века Юрием Крижаничем, использовавшим свод 1652 года в качестве основного источника по русской истории, и перевод «грамоты Александра» на латинский язык, который, как установил Мыльников, был выполнен около 1665 года Себастианом Главиничем. Главинич придворным капелланом императора Леопольда I и участником посольства в Москве барона Августина Мейерберга. Использованная Главиничем редакция (D по Пфистеру) упоминала князей Великосана, Асана, Авесхана и границы их владений от моря Варяжского до моря Каспийского; она была переведена Главиничем в сокращении и
помещена в его «Донесении о Московии и московитах».
«Сказание о Словене и Русе» вместе с «грамотой Александра» получило распространение в книжности XVII века не только на Севере. Составленная в Густынском Троицком монастыре Густынская летопись, повествуя о происхождении Словенского народа, ориентирована преимущественно на южную, балканскую предысторию Славян или Руси. Славяне здесь возводятся к библейскому Мосоху — Москве, от которого ведут род «все Самарты (сарматы), Русь, Ляхи, Чехи, Болгаре». Славяне, согласно летописи, происходят от смешения потомков Мосоха с потомками Рифата, сына Гомера и внука Иафета. Подобно трудам польских историографов библейская родословная соединена с позднеантичной латинской традицией, согласно которой предками славян были венеты / венеды. С венетами сближались древние енеты, которых Гомер упоминал в качестве союзников троянцев. Из-под Трои они отступают в балканский Иллирик и далее к Венедицкому морю, где и основывают город Енецию / Венецию. Также они заселили Северное Причерноморье, где получили названия Сарматы или Аланы по имени своего воеводы «Аляна». Составитель летописи прямо указывает на западнославянские источники своего рассказа о енетах — предках славян, называя расселившихся в Причерноморье енетов «Роксоляны, аки бы Русь и Аляны». Балканская история славян в тексте Густынской летописи наделена особым значением: согласно произведению, славяне собирали дань с самих македонян, «дар Александра» приобретает «историческую» обоснованность. «Грамота Александра» в Густынской летописи также восходит к тексту Хроники Мартина Бельского.
Современники фальсификата пытались дать исторические основания «Александровой грамоты». Книжниками предпринимались попытки обнаружить греческий оригинал «документа», поскольку латинские варианты не подходили как доказательство подлинности. В эпоху Ренессанса особую роль получили археологические (эпиграфические) свидетельства — имели распространение слухи о жертвенниках и алтарях Александра. В начале XVI века Сигизмунд Герберштейн безуспешно пытался найти их на Дону, древнем Танаисе. Кости мамонта у палеолитической стоянки Костёнки под Воронежем были приняты за останки слона из армии Александра. Имела хождение идея славянского происхождения самих Филиппа и Александра.

## Историография
На грамоту ссылался дубровницкий летописец Мавро Орбини в своём труде «Царство Славян» (1601). По версии Орбини оригинал грамоты обнаружил некий «Иулий Валтасар, секретарь Цесарский» в книгохранилище Константинополя. Также в книге он называет славянами македонян и самого Македонского.
Уже хорватский книжник на русской службе Юрий Крижанич считал имена Великосан, Хасан и Хауассан не славянскими, а татарскими, о чём он писал в сочинении «Политика» 1663—1666 годов.
В ходе развития исторической науки в эпоху Ренессанса возникло скептическое восприятие фальсификатов. Различными авторами отмечалось, что славяне неизвестны источникам эпохи Александра Македонского. Юрий Крижанич призывал не верить постыдным «басням» «придворных баятелей» о скифском происхождении славян и «Александровой грамоте». Традиция критического отношения к произведениям Ренессанса — позднего Средневековья продолжил первый российский историк В. Н. Татищев, называвший «Александрову грамоту» «подложной».
Исследователи библейских текстов обращали внимание на невразумительность ассоциаций Мосоха с Москвой: в библейских текстах Мосох / Мешех ассоциировался с варварским народом. Царь Давид сетовал в псалме 119 (5): «Горе мне, что я пребываю у Мосоха, живу у шатров Кидарских».